# La falce
La falce è un'opera lirica composta da Alfredo Catalani nel 1875 su libretto di Arrigo Boito. Essa fu composta nel 1875 da Catalani come saggio finale per il diploma al Conservatorio di Milano. Il giovane musicista diresse personalmente l'opera il 19 luglio 1875 in occasione dei saggi di fine anno. Nonostante La Falce debba molto all'opera verdiana, Catalani inserisce nella partitura elementi di contrasto con la tradizione, ad esempio rinunciando a cesure tra i vari numeri della partitura e aspirando alla "melodia infinita" di Richard Wagner. Particolarmente apprezzato dalla critica fu il "prologo sinfonico" all'inizio dell'opera, tanto che venne in seguito eseguito più volte come pezzo a sé stante nelle società di concerto. L'opera segnò anche l'inizio della collaborazione tra Catalani e la casa editrice Lucca, protettrice dei musicisti ‘rivoluzionari’ dell’epoca e vicini alla poetica dell'opera wagneriana.

## Trama
L'opera si apre con un "Prologo sinfonico" che descrive la battaglia dei pozzi di Bedr (anno 623). In un paesaggio senza vita e desolato, avviene l'incontro e l'innamoramento tra Zohra, giovane araba la cui famiglia è stata distrutta nella suddetta battaglia, e il giovane falciatore Seid che essa scambia per la morte. L'opera finisce con lo svelamento dell'identità di Seid e il riconoscimento della falce (che taglia il grano) come simbolo di vita.

## Interpreti della prima[2]
| Personaggio | Interprete      |
| ----------- | --------------- |
| Zohra       | Italia Giorgio  |
| Falciatore  | Pietro Reslieri |

## Discografia
- 2005 - Paola Romanò (Zohra), Carlo Torriani (Falciatore); Orchestra dell'Opera Nazionale Ucraina di Dniepropetrovsk, direttore Silvano Frontalini (Bongiovanni)
- 2023 - Paoletta Marrocu (Zohra), Fabio Armiliato (Falciatore), Orchestra Opera Discovery, direttore Francesco Ledda (Opera Discovery)